# 天才與白痴 (1975年電影)
《天才與白痴》是1975年香港電影票房冠軍影片。 許氏兄弟喜劇系列的第二部，主題是人死後通過腦電波繼續溝通。   2010年入選台北金马影展执行委员会票选影史百大华语电影。 
本片有多首衍生歌曲，「天才白痴夢」、「天才白痴往日情」、「天才白痴錢錢錢」等，均大受歡迎，其中主題曲「天才與白痴」曾經因為歌詞低俗而遭到廣播電台禁播。  《天才與白痴》的電影海報，是著名香港漫畫大師阮大勇的首張電影海報作品。

## 劇情
李護士（許冠傑飾）是神經科醫院的男護士，阿添（許冠文飾）則是雜役。他們經常乘著工作之便，竊取死人值錢的東西。
一天，有一個叫鄭明（喬宏飾）的瘋子被送入院，阿添悄悄偷去他的隨身大包袱，發現裡面是一些幾百年前的名貴陶瓷碎片。添和李護士懷疑鄭明有寶物私藏著，故設法引誘他透露寶物所在。惟有一天，鄭明突然心臟病發離世。本以為財路中斷，但李護士又想到用腦電圖，來與意識未完全死去的鄭明溝通。最初他倆都對鄭明的所思所想弄不明白，直到找到鄭明的女兒公主（艾綺蓮飾）到來協助，才發現腦電圖的秘密，在於要用打電報的方式才能解讀。他們無意中促成了鄭明父女和解，鄭明亦了結心願、安心長眠。
失去了鄭明這線索，他們唯有轉為向公主打探。公主透露父親經常到香港外海潛水，故他倆又馬上出動。終於，他們在海底撈到大批寶物。以為發達在望的李護士整天想著他的發達夢，以致無心工作被醫院解雇。
直到，被告知那些明代瓷器全是冒牌貨，只是鄭明用來騙財的一個局時，二人終夢碎。阿添因接受不了事實變成了白痴，而李護士則成了無業之徒。

## 主要演員
| 演員                       | 角色         |
| -------------------------- | ------------ |
| 許冠文                     | 阿添         |
| 許冠傑                     | 李護士       |
| 康嘉欣                     | 女護士       |
| 喬宏                       | 鄭明         |
| 艾綺蓮(Eileen Humphreys)   | 公主         |
| 劉一帆                     | 探長         |
| 石天                       | 酒店接待人員 |
| 許冠英                     | 酒店侍應     |
| 姜南                       | 古董佬       |
| 顧嘉煇 Joseph Koo ( 客串 ) | 軍火專家阿輝 |

## 電影歌曲
- 主題曲〈天才與白痴〉主唱：許冠傑

1991年被台灣當時的搞笑組合三口組（邰智源、許效舜、楊麗音）填上台語歌詞成為大碟內其中一首歌〈逍遙甲自在〉
- 插曲〈天才白痴錢錢錢〉主唱：許冠傑
- 插曲〈天才白痴夢〉主唱：許冠傑
- 插曲〈天才白痴往日情〉主唱：許冠傑

此曲於1991年被歌手王傑翻唱,並改編為國語版(〈為了愛夢一生〉)

## 外部連結
- 開眼電影網上《天才與白痴》的資料（繁體中文）
- 香港影庫上《天才與白痴》的資料（繁體中文）
- 豆瓣电影上《天才與白痴》的資料 （简体中文）
- 时光网上《天才與白痴》的資料（简体中文）
- 互联网电影数据库（IMDb）上《天才與白痴》的资料（英文）